# RTN
RTN byl československý výzkumný program zaměřený na léčbu chronických degenerativních onemocnění pomocí extraktů z živočišné a rostlinné tkáně. Program probíhal v letech 1935 až 1958 a jeho výsledky ovlivnily vývoj produktů, které se používají dodnes.

## Historie

### Založení a výzkum v továrně Eko (1935–1948)
Program RTN vznikl pod vedením RNDr. PhMr. Bohumíra Rakušana ve farmaceutické továrně „Eko“, chemicko-farmaceutická továrna Dr. Mr. Bohumír Rakušan a spol.. Na výzkumu se podílel tým odborníků složený z Jaroslava Fanty, Osvalda a Karla Zichy, Gabriela Urbánka, Aloise Vystrčila a Bedřicha Doležela. Výzkum zahrnoval rozsáhlé laboratorní zkoušky na tkáňových preparátech RTN. Po zjištění, že zkoušky na zvířatech nejsou kvůli odlišnostem v metabolismu dostatečně průkazné, byly zahájeny klinické testy. Výsledky byly publikovány v časopise Časopis lékařů českých. Bylo prokázáno, že všechny preparáty jsou netoxické a bez nežádoucích vedlejších účinků. Na vybrané tkáňové preparáty (RTN33=RETISIN, RTN102=LYASTIN, RTN121=SILEXIL) byly zaregistrovány ochranné známky. Další testy probíhaly na II. interní klinice kardiologie a angiologie profesora Antonína Vančury.

### Po roce 1948
Po znárodnění továrny Eko v Únoru 1948 přešly všechny ochranné známky a dokumentace pod Spojené farmaceutické závody (SPOFA).
Výzkum a klinické testy pokračovaly další dva roky v samostatném závodu Eko, stále pod vedením Bohumíra Rakušana. Později se výzkum přesunul do Výzkumného ústavu léčivých rostlin, který vedl Dr. Bedřich Doležel, člen původního týmu. V roce 1958 byl výzkumný program ukončen, ale pokračovala omezená výroba Lyastinu a Floristenu pro potřeby klinických studií.
Na základě úspěšných výsledků byly preparáty Retisin, Lyastin, Silexil a Floristen (mitte/Forte) schváleny Státním ústavem pro kontrolu léčiv (SÚKL) a od roku 1961 začala jejich průmyslová výroba v národním podniku SPOFA. V 70. letech, během Akce Mars, však byly tyto přípravky vyřazeny z lékopisu a jejich výroba byla ukončena..

## Výsledky programu
Po ukončení původního výzkumného programu pokračovali někteří členové týmu ve výzkumu nových preparátů. Bedřich Doležel spolupracoval s Gabrielem Urbánkem a Zdeňkem Rejdákem na vývoji nového přípravku Juvenil, který byl testován i v armádních studiích. V roce 1983 získali na Vysoké škole chemicko-technologické (VŠCHT) v Praze patent na “Způsob výroby tkáňového preparátu”. V následujících letech byl přípravek Juvenil přejmenován na Imuregen.
Tým okolo Imuregenu na VŠCHT navázal spolupráci s Jednotou Hronov, která později zastupovala ostatní výrobce při jednání s autory vynálezu. Pod vedením Bedřicha Doležela připravil Státní veterinární ústav (SVUS, dnes člen Farmax) výrobní kolonu optimalizovanou pro potřeby výroby Imuregenu, o který byl zájem v Itálii, Rakousku, Německu, Spojených státech a Sovětském svazu. VŠCHT uzavřela smlouvu na výrobu preparátu ještě s dalšími třemi výrobními podniky a připravovala se výroba nových variant z třezalky, bezinek a kopřiv.
V 90. letech byly s přípravky Imuregen a Juwim spojeny kontroverze, přičemž některé zdroje zpochybňovaly jejich léčebné účinky. Výzkum z roku 2019 však prokázal pozitivní výsledky, zejména jejich cytotoxický účinek a schopnost urychlit regeneraci buněk..
Společnost Jednota, spotřební družstvo v Hronově, podala 14. listopadu 1989 žádost o ochrannou známku na název Imuregen. Do roku 1991 probíhala spolupráce s Bedřichem Doleželem při VŠCHT. V roce 1998 získala ochrannou známku i s výrobním provozem společnost UNIREGEN s.r.o. (od roku 2000 IMUREGEN s.r.o.), která pokračuje ve výrobě přípravku z živočišné tkáně. V roce 2019 s produkty vstoupila na trh ve Spojených státech.
Později 15. prosince 1989 zažádal Zdeněk Rejdák spolu s Františkem Andrsem o nový patent na „Způsob biotechnologické výroby prostředku pro harmonizaci fyziologických procesů v organismu“ a pod firmou Natim a.s. / Juwima a.s. (dnes JUWITAL s.r.o.) začali vyrábět nový preparát vlastním výrobním postupem. Dnes je účinný komplex látek Juwim získáván i z rostlinné tkáně, což umožňuje některé z přípravků využívat i vegany a vegetariány.
Dne 12. června 1991 podal Bedřich Doležel přihlášku patentu na „Preventivní posilující a protisklerotický prostředek a způsoby jeho výroby“ v průmyslové produkci. Dne 29. června 2001 podali Miroslav Mahel a Zdeněk Rejdák přihlášku patentu na „Ochrannou a hojivou mast na bázi vazelíny s regeneračními a protiplísňovými účinky“.
Dnes jsou přípravky Imuregen/Juvenil, Juwital/Juwim a Preventan/Farmax, odvozené od původního Retisinu, dostupné jako doplňky stravy na podporu imunity a regenerace organismu.
V roce 2018 obnovil Bob Rakušan, syn Bohumíra Rakušana, ve firmě EkoRTN re-výzkum původních preparátů firmy Eko, mezi které patří Retisin, Lyastin, Silexil, Floristen, RTN122(k), RTN200, RTN134, RTN140 a další. Od roku 2022 jsou originální preparáty RTN dostupné pod značkou RTN Therapeutics v rámci studie reInventedImmunology – Demokratizace vývoje a využití přírodních doplňků stravy. Studie se zaměřuje na standardizované dodávání přirozených látek organismu a ověření účinnosti původní medikace preparátů RTN u zdokumentovaných chronických stavů.